# Capilla de la Sagrada Familia
Capilla de la Sagrada Familia é uma comuna da província de Córdoba, na Argentina. Sua população segundo o censo de 2001 é de 71 habitantes.